# Церква Покрови Пресвятої Богородиці (Сновидів)
Церква Покрови Пресвятої Богородиці в Сновидові — парафія і храм греко-католицької громади Золотопотіцького деканату Бучацької єпархії Української греко-католицької церкви в селі Сновидів Чортківського району Тернопільської области.

## Історія церкви
До 1946 року парафія належала до УГКЦ. Раніше в селі стояла церква святого Івана Хрестителя, збудована у 1838 році, але вона згоріла під час Першої світової війни.
У 1946—1990 роках парафія була неактивною. У 1990 році вона відновила свою діяльність у лоні УГКЦ.
На початку 1990-х років Іван Рубленник разом із громадою села розпочали будівництво нової церкви. Храм Покрови Пресвятої Богородиці відкрили 14 січня 1997 року, тоді ж і відправили першу Літургію. 12 грудня 2004 року церкву освятив владика Бучацької єпархії Іриней Білик, ЧСВВ.
20 серпня 2000 року освячено фігуру Божої Матері.
4 вересня 2000 року в центрі села встановили кам'яний пам'ятник-Тризуб на честь скасування панщини в Галичині у 1848 році.
У 2004 році на парафії відбулася Свята Місія.
На парафії діють спільноти «Матері в молитві» та «Жива Вервиця», Вівтарна дружина та недільна школа. Парафія також володіє проборством.

## Парохи
- о. Михайло Лукашевич (адміністратор до 1832)
- о. Антін Данилович (1832—†1882)
- о. Михайло Костецький (1884—†1892)
- о. Михайло Сімович (адміністратор 1892—1894)
- о. Іван Шлемкевич (1894—1938),
- о. Василь Бігун (1990—1993),
- о. Володимир Белінський (1993—1999),
- о. Володимир Заліський (1999—2007),
- о. Андрій Новак (з березня 2007).